# Liste des monuments historiques de Montpellier
Ce tableau présente la liste de tous les monuments historiques, classés ou inscrits, de la ville de Montpellier, Hérault, en France.

## Statistiques
Montpellier compte 106 édifices comportant au moins une protection au titre des monuments historiques. 37 d'entre eux comportent au moins une partie classée ; les 79 autres sont inscrits.
Montpellier concentre 19 % des monuments historiques de l'Hérault, elle est la commune la mieux dotée à cet égard du département.

## Liste
| Monument                                                                         | Adresse                                                                            | Coordonnées                      | Notice         | Protection             | Date            | Illustration |
| -------------------------------------------------------------------------------- | ---------------------------------------------------------------------------------- | -------------------------------- | -------------- | ---------------------- | --------------- | --- |
| Arc de triomphe Ensemble de la promenade du Peyrou                               | rue Foch                                                                           | 43° 36′ 40″ nord, 3° 52′ 21″ est | « PA00103609 » | Classé                 | 1954            | Arc de triompheEnsemble de la promenade du Peyrou |
| Basilique Notre-Dame des Tables                                                  | 1 rue du Collège                                                                   | 43° 36′ 43″ nord, 3° 52′ 46″ est | « PA00103535 » | Inscrit                | 1938            | Basilique Notre-Dame des Tables |
| Bureau d'octroi du pont Juvénal                                                  | Place Christophe Colomb                                                            | 43° 36′ 21″ nord, 3° 53′ 56″ est | « PA00103521 » | Inscrit                | 1978            | Bureau d'octroi du pont Juvénal |
| Cathédrale Saint-Pierre                                                          | Place Saint-Pierre                                                                 | 43° 36′ 48″ nord, 3° 52′ 27″ est | « PA00103522 » | Classé                 | 1906            | Cathédrale Saint-Pierre |
| Chapelle des Cordeliers                                                          | 20 rue de Verdun                                                                   | 43° 36′ 23″ nord, 3° 52′ 53″ est | « PA00103532 » | Inscrit                | 2007            | Chapelle des Cordeliers |
| Chapelle des Pénitents blancs                                                    | 14 rue Jacques-Cœur                                                                | 43° 36′ 35″ nord, 3° 52′ 46″ est | « PA00103523 » | Classé                 | 1995            | Chapelle des Pénitents blancs |
| Château de Flaugergues                                                           | Rue de la Mogère Avenue Albert-Einstein (CD24)                                     | 43° 36′ 37″ nord, 3° 55′ 12″ est | « PA00103525 » | Inscrit Classé Inscrit | 1949 1986 2013  | Château de Flaugergues |
| Château Levat                                                                    | 44 Avenue Saint-Lazare                                                             | 43° 37′ 23″ nord, 3° 53′ 22″ est | « PA00103526 » | Inscrit                | 1944            | Château Levat |
| Château de la Mogère                                                             | Route de Vauguières Impasse des Mourons                                            | 43° 36′ 02″ nord, 3° 55′ 33″ est | « PA00103527 » | Classé                 | 1945 1966       | Château de la Mogère |
| Château de la Mosson                                                             | Impasse du Point-du-Jour Impasse du Buffet-d'Eau Allée Bonnier-de-la-Mosson        | 43° 36′ 49″ nord, 3° 49′ 09″ est | « PA00103528 » | Classé                 | 2003            | Château de la Mosson |
| Château d'Ô                                                                      | Rond-point du Château-d'Ô Avenue Ernest-Hemingway                                  | 43° 38′ 00″ nord, 3° 50′ 21″ est | « PA00103529 » | Classé                 | 1922            | Château d'Ô |
| Château de la Piscine                                                            | Avenue de Lodève                                                                   | 43° 36′ 44″ nord, 3° 50′ 29″ est | « PA00103524 » | Classé                 | 1942            | Château de la Piscine |
| Cinéma Pathé                                                                     | 29 boulevard Sarrail                                                               | 43° 36′ 39″ nord, 3° 52′ 50″ est | « PA34000007 » | Inscrit                | 1996            | Cinéma Pathé |
| Citadelle                                                                        | Rue d'Argencourt Allée Henri II de Montmorency                                     | 43° 36′ 42″ nord, 3° 53′ 06″ est | « PA00103530 » | Inscrit                | 1951            | Citadelle |
| Collège des Écossais                                                             | Impasse Berthe Rochas 533, avenue Abbé Paul Parguel 179, rue de l'Espérou          | 43° 38′ 10″ nord, 3° 51′ 31″ est | « PA34000095 » | Inscrit                | 2013            | Collège des Écossais |
| Couvent des Ursulines                                                            | Boulevard Louis-Blanc Rue de l'Université Rue des Écoles-Laïques Rue Sainte-Ursule | 43° 36′ 51″ nord, 3° 52′ 42″ est | « PA00103771 » | Inscrit                | 1991            | Couvent des Ursulines |
| Couvent (ou Chapelle) des Récollets                                              | Rue Proudhon                                                                       | 43° 37′ 06″ nord, 3° 52′ 44″ est | « PA34000084 » | Inscrit                | 2011            | Couvent (ou Chapelle) des Récollets |
| Couvent de la Visitation                                                         | Rue de l'Université Rue de l'Arc-des-Mourgues                                      | 43° 36′ 51″ nord, 3° 52′ 37″ est | « PA00103531 » | Inscrit                | 1989            | Couvent de la Visitation |
| Église Saint-Denis                                                               | Place Saint-Denis Rue du Grand-Saint-Jean                                          | 43° 36′ 19″ nord, 3° 52′ 30″ est | « PA00103536 » | Inscrit                | 1944            | Église Saint-Denis |
| Église Sainte-Croix de Celleneuve                                                | Celleneuve Rue Tour-de-l'église Place de l'Église                                  | 43° 36′ 47″ nord, 3° 49′ 43″ est | « PA00103537 » | Classé                 | 1840            | Église Sainte-Croix de Celleneuve |
| Église Sainte-Eulalie                                                            | 12 rue de la Merci                                                                 | 43° 36′ 34″ nord, 3° 52′ 14″ est | « PA00103538 » | Inscrit                | 2016            | Église Sainte-Eulalie |
| Église Sainte-Thérèse-de-Lisieux                                                 | 42 avenue d'Assas                                                                  | 43° 36′ 55″ nord, 3° 51′ 52″ est | « PA34000034 » | Inscrit                | 2002            | Église Sainte-Thérèse-de-Lisieux |
| Église Saint-François de la Pierre-Rouge (ou de l'enclos Saint-François)         | 14 avenue de Castelnau                                                             | 43° 37′ 12″ nord, 3° 52′ 52″ est | « PA34000021 » | Inscrit                | 1999            | Église Saint-François de la Pierre-Rouge (ou de l'enclos Saint-François) |
| Église Saint-Michel de Montels (ancienne)                                        | Rue des Perce-Neige                                                                | 43° 35′ 08″ nord, 3° 52′ 02″ est | « PA00103533 » | Inscrit                | 1927            | alt=Église Saint-Michel de Montels (ancienne) |
| Église Saint-Mathieu                                                             | Rue Germain Rue du Calvaire                                                        | 43° 36′ 45″ nord, 3° 52′ 40″ est | « PA34000116 » | Inscrit                | 2016            | Église Saint-Mathieu |
| Faculté de médecine                                                              | Rue de l'École de Médecine                                                         | 43° 36′ 47″ nord, 3° 52′ 24″ est | « PA00103539 » | Classé                 | 2004            | Faculté de médecine |
| Fontaine des Licornes                                                            | Place de la Canourgue                                                              | 43° 36′ 43″ nord, 3° 52′ 29″ est | « PA00103540 » | Classé                 | 1963            | Fontaine des Licornes |
| Fontaine de la Préfecture                                                        | Place Chabaneau                                                                    | 43° 36′ 41″ nord, 3° 52′ 34″ est | « PA00103541 » | Inscrit                | 1926            | Fontaine de la Préfecture |
| Fontaine des Trois Grâces                                                        | Place de la Comédie                                                                | 43° 36′ 31″ nord, 3° 52′ 46″ est | « PA00103542 » | Classé                 | 1963            | Fontaine des Trois Grâces |
| Gare de Montpellier-Saint-Roch                                                   | Place Auguste-Gibert                                                               | 43° 36′ 17″ nord, 3° 52′ 52″ est | « PA00103543 » | Inscrit                | 1984            | Gare de Montpellier-Saint-Roch |
| Geôles des martyrs de la Résistance                                              | 4 rue du 81e Régiment d’Infanterie                                                 | 43° 37′ 14″ nord, 3° 52′ 43″ est | « PA34000126 » | Inscrit                | 2019            | Image manquante Téléverser |
| Halle Castellane                                                                 | Rue de la Loge Rue Saint-Guilhem Rue Draperie-Rouge Place Castellane               | 43° 36′ 37″ nord, 3° 52′ 36″ est | « PA34000022 » | Inscrit                | 1999            | Halle Castellane |
| Hôpital Général Saint-Charles                                                    | 300 rue Auguste-Broussonnet Place Albert-Ier                                       | 43° 36′ 57″ nord, 3° 52′ 27″ est | « PA00103544 » | Classé Inscrit         | 1947 1997       | Hôpital Général Saint-Charles |
| Hostal des Carcassonne                                                           | 3 rue de la Vieille                                                                | 43° 36′ 35″ nord, 3° 52′ 38″ est | « PA34000045 » | Inscrit                | 2004            | Hostal des Carcassonne |
| Hôtel d'Aurès                                                                    | 14 rue Eugène-Lisbonne                                                             | 43° 36′ 37″ nord, 3° 52′ 27″ est | « PA00103545 » | Inscrit                | 1951            | Hôtel d'Aurès |
| Hôtel d'Avèze                                                                    | 3 rue du Cannau                                                                    | 43° 36′ 43″ nord, 3° 52′ 42″ est | « PA00103546 » | Classé                 | 1943            | Hôtel d'Avèze |
| Hôtel Baschy-du-Cayla                                                            | 1 rue Embouque-d'Or                                                                | 43° 36′ 38″ nord, 3° 52′ 43″ est | « PA00103547 » | Inscrit                | 28 mai 2018     | Hôtel Baschy-du-Cayla |
| Hôtel Bardy                                                                      | 3 rue Philippy                                                                     | 43° 36′ 36″ nord, 3° 52′ 30″ est | « PA00103548 » | Inscrit                | 1954            | Hôtel Bardy |
| Hôtel de Baudon de Mauny                                                         | 1 rue de la Carbonnerie                                                            | 43° 36′ 42″ nord, 3° 52′ 42″ est | « PA00103549 » | Inscrit                | 1964            | Hôtel de Baudon de Mauny |
| Hôtel de Beaulac                                                                 | 6 rue du Cannau                                                                    | 43° 36′ 44″ nord, 3° 52′ 42″ est | « PA00103550 » | Inscrit                | 1995            | Hôtel de Beaulac |
| Hôtel de Bénézet                                                                 | 11bis rue de la Loge                                                               | 43° 36′ 34″ nord, 3° 52′ 42″ est | « PA00103552 » | Inscrit                | 1965            | Hôtel de Bénézet |
| Hôtel de Boussugues                                                              | 27 Grand Rue Jean-Moulin                                                           | 43° 36′ 28″ nord, 3° 52′ 39″ est | « PA00103553 » | Inscrit                | 1963            | Hôtel de Boussugues |
| Hôtel de Cambacérès-Murles                                                       | 3 rue Sainte-Croix                                                                 | 43° 36′ 44″ nord, 3° 52′ 28″ est | « PA00103578 » | Inscrit                | 1995            | Hôtel de Cambacérès-Murles |
| Hôtel de Campan                                                                  | 43 rue Saint-Guilhem                                                               | 43° 36′ 31″ nord, 3° 52′ 25″ est | « PA00103555 » | Inscrit                | 1964            | Hôtel de Campan |
| Hôtel de Castan                                                                  | 1 rue Collot                                                                       | 43° 36′ 36″ nord, 3° 52′ 41″ est | « PA00103556 » | Inscrit Inscrit        | 1964 2015       | Hôtel de Castan |
| Hôtel de Castries                                                                | 31 rue Saint-Guilhem                                                               | 43° 36′ 33″ nord, 3° 52′ 27″ est | « PA00103557 » | Inscrit Classé         | 1995 2015       | Hôtel de Castries |
| Hôtel de Claris                                                                  | 34 rue Saint-Guilhem                                                               | 43° 36′ 33″ nord, 3° 52′ 29″ est | « PA00103558 » | Inscrit                | 1965            | Hôtel de Claris |
| Hôtel Deydé                                                                      | 8 rue du Cannau                                                                    | 43° 36′ 44″ nord, 3° 52′ 43″ est | « PA00103559 » | Inscrit                | 1943 1984       | Hôtel Deydé |
| Hôtel Duffau                                                                     | Rue de l'Abbé-Marcel-Montels Boulevard Pasteur Rue de la Providence                | 43° 36′ 51″ nord, 3° 52′ 30″ est | « PA34000035 » | Inscrit                | 2002            | Hôtel Duffau |
| Hôtel Estorc                                                                     | 29 rue de l'Aiguillerie                                                            | 43° 36′ 41″ nord, 3° 52′ 43″ est | « PA00103560 » | Inscrit                | 1965            | Hôtel Estorc |
| Hôtel de Farges                                                                  | 1 rue Ranchin                                                                      | 43° 36′ 36″ nord, 3° 52′ 30″ est | « PA34000138 » | Inscrit                | 2023            | Image manquante Téléverser |
| Hôtel Faulquier                                                                  | 6 rue Boussairolles                                                                | 43° 36′ 30″ nord, 3° 52′ 50″ est | « PA00103597 » | Inscrit                | 1975            | Hôtel Faulquier |
| Hôtel de Fesquet                                                                 | 3 rue de l'École-de-Médecine                                                       | 43° 36′ 46″ nord, 3° 52′ 26″ est | « PA00103561 » | Inscrit                | 1964            | Hôtel de Fesquet |
| Hôtel de Fizes                                                                   | 6 rue du Puits-du-Temple                                                           | 43° 36′ 32″ nord, 3° 52′ 29″ est | « PA00103562 » | Inscrit                | 1944            | Hôtel de Fizes |
| Hôtel de Fourques                                                                | 25 Grand Rue Jean-Moulin                                                           | 43° 36′ 29″ nord, 3° 52′ 40″ est | « PA00103563 » | Inscrit                | 1942            | Hôtel de Fourques |
| Hôtel de Ganges (Hôtel de la préfecture)                                         | Place Chabaneau 10 Rue Cambacérès                                                  | 43° 36′ 40″ nord, 3° 52′ 36″ est | « PA00103564 » | Inscrit                | 1944            | Hôtel de Ganges (Hôtel de la préfecture) |
| Hôtel de Gayon                                                                   | 1 rue de la Vieille                                                                | 43° 36′ 35″ nord, 3° 52′ 37″ est | « PA00103565 » | Inscrit                | 1964            | Hôtel de Gayon |
| Hôtel de Griffy                                                                  | 26 rue de l'Aiguillerie                                                            | 43° 36′ 40″ nord, 3° 52′ 43″ est | « PA00103566 » | Inscrit                | 1944            | Hôtel de Griffy |
| Hôtel de Grave                                                                   | 5 rue de la Salle l'Évêque                                                         | 43° 36′ 45″ nord, 3° 52′ 47″ est | « PA34000092 » | Inscrit                | 2012            | Hôtel de Grave |
| Hôtel de Guidais                                                                 | 3 place Pierre Flotte                                                              | 43° 36′ 39″ nord, 3° 52′ 06″ est | « PA00103567 » | Classé                 | 1977            | Hôtel de Guidais |
| Hôtel Haguenot                                                                   | 6 rue de la Merci 3 rue Clapiès                                                    | 43° 36′ 36″ nord, 3° 52′ 16″ est | « PA00103568 » | Classé                 | 1963 1973 1984  | Hôtel Haguenot |
| Hôtel Hortolès                                                                   | 15 rue des Trésoriers-de-la-Bourse                                                 | 43° 36′ 33″ nord, 3° 52′ 37″ est | « PA00103569 » | Inscrit                | 1944            | Hôtel Hortolès |
| Hôtel Hostalier                                                                  | 8 rue de l'Argenterie                                                              | 43° 36′ 33″ nord, 3° 52′ 40″ est | « PA00103570 » | Inscrit                | 1944            | Hôtel Hostalier |
| Hôtel d'Hostalier                                                                | 6 rue de la Croix-d'Or 3 impasse Barnabé                                           | 43° 36′ 32″ nord, 3° 52′ 42″ est | « PA00103571 » | Inscrit                | 1963            | Hôtel d'Hostalier |
| Hôtel de Joubert                                                                 | 14 rue du Collège                                                                  | 43° 36′ 41″ nord, 3° 52′ 45″ est | « PA00103572 » | Inscrit                | 1944            | Hôtel de Joubert |
| Hôtel Lecourt                                                                    | 13, rue de l'Ancien-Courrier                                                       | 43° 36′ 32″ nord, 3° 52′ 36″ est | « PA34000096 » | Classé                 | 2013            | Hôtel Lecourt |
| Hôtel Lamouroux                                                                  | 5 Grand Rue Jean-Moulin                                                            | 43° 36′ 31″ nord, 3° 52′ 44″ est | « PA00103599 » | Inscrit                | 1994            | Hôtel Lamouroux |
| Hôtel Lefèvre                                                                    | 27 rue des Deux-Ponts                                                              | 43° 36′ 14″ nord, 3° 52′ 51″ est | « PA00103598 » | Inscrit                | 1985            | Hôtel Lefèvre |
| Hôtel de Lunas                                                                   | 10 rue de la Valfère 16 rue Poitevine 3 boulevard Ledru-Rollin                     | 43° 36′ 37″ nord, 3° 52′ 22″ est | « PA00103573 » | Inscrit Classé         | 1959 1971       | Hôtel de Lunas |
| Hôtel de Magny                                                                   | 3 rue Collot                                                                       | 43° 36′ 36″ nord, 3° 52′ 42″ est | « PA00103554 » | Inscrit Classé         | 1995 1997       | Hôtel de Magny |
| Hôtel de Manse                                                                   | 4 rue Embouque-d'Or                                                                | 43° 36′ 37″ nord, 3° 52′ 43″ est | « PA00103574 » | Inscrit                | 1943            | Hôtel de Manse |
| Hôtel de Mirman                                                                  | 7 place du Marché-aux-Fleurs                                                       | 43° 36′ 40″ nord, 3° 52′ 40″ est | « PA00103575 » | Inscrit                | 2011            | Hôtel de Mirman |
| Hôtel de Montcalm                                                                | 3 rue de l'Ancien-Courrier 5 plan du Sauvage 5 rue Friperie                        | 43° 36′ 34″ nord, 3° 52′ 32″ est | « PA00103576 » | Inscrit                | 1944            | Hôtel de Montcalm |
| Hôtel de Montferrier                                                             | 23 rue de l'Aiguillerie                                                            | 43° 36′ 39″ nord, 3° 52′ 41″ est | « PA00103577 » | Inscrit                | 1944            | Hôtel de Montferrier |
| Hôtel Pas de Beaulieu                                                            | 10 rue Saint-Firmin                                                                | 43° 36′ 38″ nord, 3° 52′ 31″ est | « PA00103579 » | Inscrit                | 1964            | Hôtel Pas de Beaulieu |
| Hôtel Périer                                                                     | 11 Grand Rue Jean-Moulin                                                           | 43° 36′ 31″ nord, 3° 52′ 43″ est | « PA00103580 » | Inscrit                | 1965            | Hôtel Périer |
| Hôtel Pomier-Layrargues                                                          | 3 rue de l'Argenterie                                                              | 43° 36′ 34″ nord, 3° 52′ 40″ est | « PA00103581 » | Inscrit                | 1963            | Hôtel Pomier-Layrargues |
| Hôtel de Querelles                                                               | 20 rue Sainte-Anne                                                                 | 43° 36′ 36″ nord, 3° 52′ 26″ est | « PA00103582 » | Inscrit                | 1964            | Hôtel de Querelles |
| Hôtel Rey                                                                        | 21 Grand Rue Jean-Moulin                                                           | 43° 36′ 29″ nord, 3° 52′ 41″ est | « PA00103583 » | Inscrit                | 2012            | Hôtel Rey |
| Hôtel de Ricard                                                                  | 35 rue Saint-Guilhem                                                               | 43° 36′ 32″ nord, 3° 52′ 27″ est | « PA00103584 » | Inscrit                | 1945            | Hôtel de Ricard |
| Hôtel Richer de Belleval                                                         | Place de la Canourgue                                                              | 43° 36′ 43″ nord, 3° 52′ 29″ est | « PA00103551 » | Inscrit Inscrit        | 1950 2015       | Hôtel Richer de Belleval |
| Hôtel de Roquemore                                                               | 1 rue du Cannau Rue de Girone                                                      | 43° 36′ 43″ nord, 3° 52′ 41″ est | « PA00103585 » | Classé                 | 1945            | Hôtel de Roquemore |
| Hôtel Saint-Côme                                                                 | 32 Grand'Rue Jean-Moulin                                                           | 43° 36′ 29″ nord, 3° 52′ 38″ est | « PA00103586 » | Classé                 | 1945            | Hôtel Saint-Côme |
| Hôtel de Saint-Félix                                                             | 17 rue de l'Ancien-Courrier                                                        | 43° 36′ 32″ nord, 3° 52′ 38″ est | « PA00103587 » | Inscrit                | 1964            | Hôtel de Saint-Félix |
| Hôtel de Sarret                                                                  | 6 rue du Palais des Guilhem Rue de la Coquille                                     | 43° 36′ 41″ nord, 3° 52′ 26″ est | « PA00103588 » | Inscrit                | 2012            | Hôtel de Sarret |
| Hôtel de la Société royale des Sciences                                          | 31 rue de l'Aiguillerie                                                            | 43° 36′ 41″ nord, 3° 52′ 43″ est | « PA00103589 » | Inscrit                | 1964            | Hôtel de la Société royale des Sciences |
| Hôtel de Solas                                                                   | 1 rue Fournarié                                                                    | 43° 36′ 43″ nord, 3° 52′ 39″ est | « PA00103590 » | Inscrit                | 1965            | Hôtel de Solas |
| Hôtel des Trésoriers de la Bourse                                                | 4 rue des Trésoriers-de-la-Bourse                                                  | 43° 36′ 35″ nord, 3° 52′ 35″ est | « PA00103591 » | Classé                 | 1945            | Hôtel des Trésoriers de la Bourse |
| Hôtel des Trésoriers de France                                                   | 5 rue des Trésoriers-de-France                                                     | 43° 36′ 34″ nord, 3° 52′ 44″ est | « PA00103592 » | Classé                 | 1931            | Hôtel des Trésoriers de France |
| Hôtel d'Uston                                                                    | 3 rue Fournarié                                                                    | 43° 36′ 43″ nord, 3° 52′ 39″ est | « PA00103593 » | Inscrit                | 1944            | Hôtel d'Uston |
| Hôtel de Varennes                                                                | 2 place Pétrarque                                                                  | 43° 36′ 39″ nord, 3° 52′ 43″ est | « PA00103594 » | Inscrit                | 28 mai 2018     | Hôtel de Varennes |
| Hôtel Verchant                                                                   | 9 rue Rebuffy                                                                      | 43° 36′ 37″ nord, 3° 52′ 33″ est | « PA00103595 » | Inscrit                | 1965            | Hôtel Verchant |
| Hôtel des Vignes                                                                 | 35 rue de l'Aiguillerie                                                            | 43° 36′ 42″ nord, 3° 52′ 44″ est | « PA00103596 » | Inscrit                | 1964            | Hôtel des Vignes |
| Immeuble                                                                         | 9 rue Poitevine 23 rue de la Valfère                                               | 43° 36′ 36″ nord, 3° 52′ 24″ est | « PA00103600 » | Inscrit                | 1984            | Immeuble |
| Immeuble                                                                         | 3 rue des Sœurs-Noires                                                             | 43° 36′ 33″ nord, 3° 52′ 33″ est | « PA00103601 » | Inscrit                | 1985            | Immeuble |
| Immeuble                                                                         | Rue Terral Rue de l'Amandier                                                       | 43° 36′ 36″ nord, 3° 52′ 26″ est | « PA00103602 » | Inscrit                | 1939            | Immeuble |
| Institut de Botanique                                                            |                                                                                    | 43° 36′ 56″ nord, 3° 52′ 19″ est | « PA34000127 » | Inscrit                | 2019            | Institut de Botanique |
| Jardin des plantes                                                               | Boulevard Henri IV                                                                 | 43° 36′ 51″ nord, 3° 52′ 18″ est | « PA00103773 » | Classé                 | 1992            | Jardin des plantes |
| Jardin de la Reine                                                               | Rue du Faubourg-Saint-Jaumes Rue du Jardin de la Reine Rue du Carré du Roi         | 43° 36′ 48″ nord, 3° 52′ 12″ est | « PA34000075 » | Inscrit                | 2009            | Jardin de la Reine |
| Logis du Chapeau Rouge                                                           | 27 rue du Pila-Saint-Gély Rue du Chapeau-Rouge                                     | 43° 36′ 49″ nord, 3° 52′ 48″ est | « PA00103603 » | Inscrit                | 1951            | Logis du Chapeau Rouge |
| Logis de la Croix-d'Or                                                           | 5 rue de la Croix-d'Or                                                             | 43° 36′ 33″ nord, 3° 52′ 42″ est | « PA34000108 » | Inscrit                | 2015            | Logis de la Croix-d'Or |
| Maison                                                                           | 3 rue du Général-Maureilhan                                                        | 43° 36′ 29″ nord, 3° 52′ 16″ est | « PA00103604 » | Inscrit                | 1965            | Maison |
| Maison                                                                           | 9 rue Montpellieret                                                                | 43° 36′ 40″ nord, 3° 52′ 46″ est | « PA00103605 » | Inscrit                | 1966            | Maison |
| Maison de la Miséricorde                                                         | Rue de la Monnaie                                                                  | 43° 36′ 39″ nord, 3° 52′ 45″ est | « PA34000040 » | Inscrit Classé         | 2003 2006       | Maison de la Miséricorde |
| Mas de Bagnères                                                                  | 246 rue des Horaces                                                                | 43° 35′ 14″ nord, 3° 51′ 22″ est | « PA34000058 » | Inscrit                | 2006            | Image manquante Téléverser |
| Monument aux morts de Montpellier                                                | Esplanade Charles de Gaulle                                                        | 43° 36′ 38″ nord, 3° 52′ 58″ est | « PA34000123 » | Inscrit                | 18 octobre 2018 | Monument aux morts de Montpellier |
| Palais épiscopal                                                                 | 22 rue Lallemand                                                                   | 43° 36′ 49″ nord, 3° 52′ 31″ est | « PA34000073 » | Inscrit                | 2008            | Palais épiscopal |
| Palais de justice                                                                | Rue Foch                                                                           | 43° 36′ 41″ nord, 3° 52′ 22″ est | « PA00132613 » | Inscrit                | 1994            | Palais de justice |
| Palais des Rois d'Aragon                                                         | 10 rue de l'Argenterie                                                             | 43° 36′ 33″ nord, 3° 52′ 40″ est | « PA00103607 » | Inscrit                | 1944            | Palais des Rois d'Aragon |
| Porte de la Blanquerie                                                           |                                                                                    | 43° 36′ 53″ nord, 3° 52′ 39″ est | « PA00103608 » | Inscrit                | 1938            | Porte de la Blanquerie |
| Prieuré Saint-Pierre de Montaubérou                                              | 1975 avenue Albert-Einstein                                                        | 43° 36′ 42″ nord, 3° 55′ 12″ est | « PA00103534 » | Classé                 | 1996            | Prieuré Saint-Pierre de Montaubérou |
| Prison                                                                           | Place du Château Boulevard Henri IV                                                | 43° 36′ 43″ nord, 3° 52′ 22″ est | « PA00125495 » | Inscrit                | 1993            | Prison |
| Promenade du Peyrou ou place royale du Peyrou Ensemble de la promenade du Peyrou | Promenade du Peyrou                                                                | 43° 36′ 40″ nord, 3° 52′ 18″ est | « PA00103609 » | Classé                 | 1954            | Promenade du PeyrouMonuments historiques, « Ensemble de la promenade du Peyrou », sur culture.gouv.fr (consulté le 27 février 2015) : « La promenade proprement dite se compose de la partie centrale avec le château d'eau et la statue de Louis XIV, et d'une promenade basse entourant la première sur trois faces. Deux grilles ferment l'entrée de ces allées latérales qui se relient à la promenade haute par des perrons et des escaliers. » ou place royale du PeyrouEnsemble de la promenade du Peyrou |
| Synagogue                                                                        | 1 rue Barralerie 20 rue du Palais-des-Guilhem                                      | 43° 36′ 40″ nord, 3° 52′ 32″ est | « PA00103772 » | Inscrit Classé         | 2002 2004       | Synagogue |
| Temple protestant de la rue Maguelone                                            | 25 rue Maguelone                                                                   | 43° 36′ 21″ nord, 3° 52′ 50″ est | « PA34000038 » | Inscrit                | 2003            | Temple protestant de la rue Maguelone |
| Tour de la Babotte                                                               | Boulevard de l'Observatoire Boulevard Victor-Hugo                                  | 43° 36′ 23″ nord, 3° 52′ 38″ est | « PA00103606 » | Classé                 | 1927            | Tour de la Babotte |
| Tour des Pins                                                                    | Boulevard Henri IV                                                                 | 43° 36′ 49″ nord, 3° 52′ 23″ est | « PA00103610 » | Inscrit                | 1925            | Tour des Pins |